# فهرست سفیران ایران در ترکمنستان
پس از فروپاشی اتحاد جماهیر شوروی سوسیالیستی و استقلال کشور جمهوری ترکمنستان، ایران روابط رسمی با این کشور برقرار کرد.
- غلامرضا باقری مقدم (اردیبهشت ۱۳۷۱–؟)
- سید مهدی میرابوطالبی (۱۳۷۴)
- سید ابراهیم درازگیسو
- غلامرضا انصاری (۱۳۸۳–۱۳۸۵)
- محمدرضا فرقانی (۱۳۸۵–۱۳۸۹)
- سید محمدموسی هاشمی گلپایگانی (۱۳۸۹–۱۳۹۴)
- سید محمد احمدی (۲۸ دی ۱۳۹۴ – ۱۷ دی ۱۳۹۸)
- غلامعباس ارباب خالص (۱۷ دی ۱۳۹۸ – ۱۶ آبان ۱۴۰۲)
- علی‌مجتبی روزبهانی (۱۶ آبان ۱۴۰۲ تا اکنون)[۱]